# Szczecin Stołczyn
Szczecin Stołczyn – stacja kolejowa znajdująca się na terenie osiedla Stołczyn, przy ulicy Kolejowej, położona na linii kolejowej nr 406 Szczecin Główny – Trzebież Szczeciński.

## Informacje ogólne
Stacja towarowa obsługująca bocznice „Alfa Terminalu” oraz „Fosfanu SA”, w której obrębie znajduje się budynek stacyjny oraz dwie nastawnie: od strony Gocławia nastawnia dysponująca „SL” oraz nastawnia wykonawcza „SL1” od strony Skolwina. Stacja posiada cztery tory główne (nr 2, 1, 3, 5) wyposażone w semafory wyjazdowe, oraz tor boczny nr 7 wyposażony w wykolejnice i tor nr 101 prowadzący do bocznicy „Fosfanu SA”. Obecnie stacja posiada wyłącznie sygnalizację świetlną, która z końcem roku 2017 zastąpiła ostatnie wyjazdowe semafory kształtowe znajdujące się od strony Gocławia.

## Historia
Stacja kolejowa, która pierwotnie nazywała się Stolzenhagen–Kratzwieck, została oddana do użytku została 1 października 1898 wraz z uruchomieniem linii kolejowej na odcinku od stacji Szczecin Główny – Police. Niemiecka nazwa stacji nawiązywała do nazwy gminy, w której się znajdowała: Stolzenhagen-Kratzwieck, czyli Stołczyn-Kraśnica. Z tego okresu pochodzi dzisiejszy budynek stacyjny wraz z nieistniejącymi już: poczekalnią, budynkiem magazynu wraz z rampą i dodatkowym torem oraz szaletami. Budynki obu dzisiejszych nastawni powstały w latach 30. XX wieku. W tym czasie stacja posiadała dwa jednokrawędziowe perony.
Przedwojenna stacja „Stolzenhagen–Kratzwieck” oprócz ruchu pasażerskiego obsługiwała także ruch towarowy z bocznic huty „Kraft”, cegielni „Lindtke” oraz dwóch bocznic fabryki chemicznej „Union”. Fabryka chemiczna „Union” posiadała własne cysterny do przewozu kwasu siarkowego, na których jako stacja macierzysta podana była stacja „Stolzenhagen–Kratzwieck”. Po II wojnie światowej, w latach 1945–1947 w nawiązaniu do nazwy przedwojennej stacja nazywała się „Stolec–Kraszewsko”. W 1947 krótko nazywała się „Glinki-Kraśnica”, a w latach 1947–2019 nosiła nazwę „Szczecin Glinki”.
Największe zmiany w stosunku do pierwotnego układu torowego i infrastruktury przyniosła elektryfikacja odcinka Szczecin Główny – Trzebież Szczeciński, która ostatecznie zakończyła się 23 gerudnia 1982 roku. Wówczas to, zlikwidowano peron nr 1, a w miejsce wąskiego peronu nr 2, który posiadał tylko jedną krawędź w kierunku toru nr 1, wybudowano nowy szerszy peron z dwoma krawędziami peronowymi. Aby zrobić miejsce dla nowego, szerszego peronu, tor nr 2 przesunięto bliżej budynku stacyjnego, co wymusiło likwidację stacyjnej poczekalni. Likwidacji uległa wtedy również pompa wodna zaopatrująca wcześniej parowozy w wodę, która znajdowała się między torem 1 i 3 na wysokości budynku stacyjnego. Kształtową tarczę manewrową przy torze nr 5 wymieniono na wyjazdowy semafor kształtowy C2, oraz rozebrano tor boczny prowadzący do rampy. Do końca lat 60. obsługę manewrową stacji i przyległych bocznic, włącznie z bocznicą cegielni „Zgoda”, wykonywał parowóz serii Tp4, który później zastąpiony został lokomotywą spalinową serii SM41, a następnie od połowy lat 80. lokomotywą SM42.
Po zawieszeniu ruchu osobowego na linii Szczecin Główny – Trzebież Szczeciński, które nastąpiło 1 października 2002, stacja pozostała jedynie stacją towarową. Około roku 2010 rozebrano budynek stacyjnych szaletów oraz przylegający do nich budynek gospodarczy, a w następnym czasie rozbiórce uległ także przylegający do budynku stacyjnego magazyn wraz z rampą.
Dworzec kolejowy oraz wiadukt przy ulicy Kolejowej znajdują się w Gminnej Ewidencji Zabytków MKZ Szczecin.

## Plany
Wraz z projektem uruchomienia Szczecińskiej Kolei Metropolitalnej i planowanym przywróceniem ruchu osobowego na odcinku ze Szczecina Głównego do Polic, planowana jest przebudowa peronu, a także budowa parkingu Park & Ride obok budynku stacyjnego.